# Agnès d’Harcourt
Agnès d’Harcourt († 25. November 1291) war Äbtissin der Abtei Longchamp und Biographin von Isabella von Frankreich.

## Leben
Agnès d’Harcourt wurde als Tochter von Jean I. d’Harcourt und Alix de Beaumont geboren. Sie hatte zahlreiche Geschwister. Zu diesen zählten die Brüder Jean II. d’Harcourt, Marschall von Frankreich, Robert d’Harcourt, Bischof von Coutances und Guy d’Harcourt, Bischof von Lisieux, sowie ihre Schwester Jeanne d’Harcourt, ebenfalls Äbtissin von Longchamp.
Sie trat als eine der ersten Nonnen in das von Isabella von Frankreich neu gegründete und im Jahr 1259 fertiggestellte Kloster Longchamp ein. Isabella von Frankreich lebte ab 1260 ebenfalls im Klosterbezirk. Sie legte jedoch nicht die Profess ab und bewohnte im Klosterbezirk ein eigenes Haus. Isabella übte von Longchamp einen großen Einfluss auf die Kreise um ihren Bruder Ludwig und dessen Töchter, ihre Nichten Isabella von Frankreich und Navarra und Blanka von Frankreich, aus. Isabella von Frankreich starb am 23. Februar 1270 und wurde in der Klosterkirche bestattet.
Im Jahr 1264 wurde Agnès d’Harcourt zur dritten Äbtissin von Longchamp gewählt, im Jahr 1275 folgte ihr Julienne de Toyes ins Amt, welches Agnès d’Harcourt erneut von 1279 bis 1287 ausübte. In ihrer Zeit als Nonne und Äbtissin in Longchamp hatte sie engen Kontakt mit Isabella von Frankreich und schrieb die Vita „La vie d’Isabelle soeur de S. Louys, fondatrice de l’Abbaye de Longchamp“. Diese entstand in den Jahren von 1279 bis 1281. Isabelle de France wird hier als Heilige dargestellt und am Ende werden vierzig Wunder aufgeführt. Erst in jüngerer Zeit wurden Forscher auf ihre überragende Rolle aufmerksam.
Agnès d’Harcourt starb in Longchamp am 25. November 1291.

## Moderne Rezeption
Judy Chicago widmete Agnès d’Harcourt eine Inschrift auf den dreieckigen Bodenfliesen des Heritage Floor ihrer Installation The Dinner Party. Die mit dem Namen Agnes d'Harcourt beschrifteten Porzellanfliesen sind dem Platz mit dem Gedeck für Hildegard von Bingen zugeordnet.